# Journal of Catalysis
Das Journal of Catalysis (nach ISO 4-Standard in Literaturzitaten mit J. Catal. abgekürzt) ist eine wissenschaftliche chemische Fachzeitschrift, die seit 1962 erscheint.
Die in englischer Sprache erscheinende peer-reviewed Fachzeitschrift wird von Elsevier herausgegeben. Die in der Zeitschrift veröffentlichten Artikel befassen sich vor allem mit dem Gebiet der heterogenen und homogenen Katalyse.
Neben den wissenschaftlichen Originalarbeiten sind unter anderem noch Letters to the Editor, kurze Zuschriften zu kürzlich veröffentlichten Artikeln, Research Notes, Artikel ohne wissenschaftliche Priorität sowie Priority Communications, Artikel mit neuen Erkenntnissen, die eine klare Anforderung an eine schnelle Veröffentlichung haben, in der Zeitschrift enthalten.
Der Impact Factor lag im Jahr 2023 bei 6,5. Nach der Statistik des ISI Web of Knowledge wurde das Journal 2014 in der Kategorie physikalische Chemie an 23. Stelle von 139 Zeitschriften und in der Kategorie chemische Ingenieurwissenschaften an fünfter Stelle von 134 Zeitschriften geführt.
Aktueller Chefredakteur ist David W. Flaherty vom Georgia Institute of Technology (Atlanta, Georgia, USA).
Die Themen der Veröffentlichungen reichen von Studien katalytischer Elementarprozesse an Oberflächen oder Metallkomplexen über analytische Methoden bis zu theoretischen Aspekten der Katalyse.
Laut eigener Angabe wird das Magazin unter die Top Ten der Chemiejournale hinsichtlich der Relevanz und des Impact Factors gezählt.